# Odontites purpureus
Odontites purpureus är en snyltrotsväxtart som först beskrevs av René Louiche Desfontaines, och fick sitt nu gällande namn av G. Don f.. Odontites purpureus ingår i släktet rödtoppor, och familjen snyltrotsväxter. Inga underarter finns listade i Catalogue of Life.